# 57 Pułk Strzelców (RFSRR)
57 Pułk Strzelców (RFSRR) - pułk piechoty Armii Czerwonej okresu wojny polsko-bolszewickiej.
W dniu 15 kwietnia 1920 roku pułk został rozbity w brawurowo przeprowadzonej przez żołnierzy Wojska Polskiego akcji  w okolicach rzeczki Sławeczny.